# Мария Хосе Мартинес Санчес
Мария Хосе Мартинес Санчес (на испански: María José Martínez Sánchez) е професионална тенисистка от Испания.
Своите първи стъпки в професионалния тенис Мария Хосе Мартинес Санчес прави през 1998 г. Година по-късно през 1999 г., тя печели първото си важно отличие при девойките „Ориндж Боул“ на сингъл. През 2000 г., заедно със своята сънародничка Анабел Медина Гаригес печели на двойки „Откритото първенство на Франция“. През този период от кариерата си, испанската тенисистка тренира в известната школа на Хуан Карлос Фереро.
В професионалната си кариера, Мария Хосе Мартинес Санчес има завоювани три шампионски титли на сингъл от престижните турнири на Женската тенис асоциация (WTA). Последната ѝ титла датира от 8 май 2010 в Рим, където във финалната среща се налага над сръбкинята Йелена Янкович с резултат 7:6, 7:5.
Специалитет на испанската тенисистка са мачовете на двойки, в които Мартинес Санчес печели 14 титли от WTA-календара и 22 титли от ITF-състезанията. В мачовете на двойки, най-много титли Мартинес Санчес печели, когато си партнира със своята сънародничка Нурия Лягостера Вивес. Пет спечелени титли има и с друга своя сънародничка Анабел Медина Гаригес.
Своето най-добро класиране на двойки в ранглистата на женския тенис, Мария Хосе Мартинес Санчес регистрира на 5 юли 2010 г., когато заема престижната четвърта позиция. През 2009 г., испанската тенисистка печели 9 титли на двойки от различните турнири, което съвсем заслужено ѝ гарантира отличието за „най-добра състезателка през сезона“.
В професионалната си кариера, Мария Хосе Мартинес Санчес печели веднъж и титлата на „Хопман Къп“ за смесени двойки в австралийския град Пърт на 9 януари 2010 г. Във финала Мартинес Санчес заедно със своя партньор Томи Робредо се налага с 2:1 срещи над своите опоненти Анди Мъри и Лора Робсън.
Своето най-добро класиране на сингъл в ранглистата на женсия тенис, Мария Хосе Мартинес Санчес регистрира на 10 май 2010 г., когато заема почетната 19-а позиция.
На 20 февруари 2011 г. Мария Хосе Мартинес Санчес печели шампионската титла на двойки от турнира в Дубай. Във финалната среща заедно със своята американска партньорка Лизел Хубер, тя побеждава Квета Пешке от Чехия и Катарина Среботник от Словения с резултат 7:6, 6:3.